# Astragalus jessenii
Astragalus jessenii är en ärtväxtart som beskrevs av Aleksandr Andrejevitj Bunge. Astragalus jessenii ingår i släktet vedlar, och familjen ärtväxter. Inga underarter finns listade i Catalogue of Life.